# Puppy in my pocket
Puppy In My Pocket är en italiensk animerad TV-serie som sändes i Boomerang och Cartoon Network.

## Handling
Det var en gång en kattprinsessa som heter Ami. Och hon bodde i ett slott i staden Pocketville. Och hennes syster Ima är en fiende och kallade på sina skurkar Zull och Gort som bet sönder vänskapshjärtat. Stackars Ami blev förtollat till storstan och kan inte komma hem till Pocketville. Men sen kommer en flicka som kom till Pocketville. Hon hette Flo. Och hon träffade sina valpar Magic, William och Ciro. Och katterna Balloon och Mela. De är Flos vänner. Men de måste stoppa Ima och skurkarna så att de kan ta andra halvan av vänskapshjärtat och ta Ami hem till Pocketville.

## Karaktärer
- Flo - Flo är en tonårsflicka med blont hår. Hon är en äventyrare och har ett vänskapsarmband.
- Magic - Magic är en tysk schäferhund och är Flos bästa vän. När Magic skäller brukar Flo lägga vänskapsarmbandet på hans hals så Magic kan översätta.
- Prinsessan Ami - Prinsessan Ami är en Siamesisk katt som bestämmer i Pocketville. Hon hade problem innan hon flyttade till staden.
- Ima - Ima är en Siames, Amis onda syster. Ima hämnades att hon också ville vara prinsessan av Pocketville. Hon hade en halva vänskapshjärtat. Hon ger inte upp när hon finner den andra halvan.
- Zull och Gort - Zull och Gort är Imas livakter och är hundar.